# El amor de mi tierra
El amor de mi tierra es el nombre del noveno álbum de estudio grabado por el cantautor colombiano Carlos Vives. Se lanzó el 19 de octubre de 1999 bajo el sello discográfico Sonolux, siendo su cuarto álbum con dicha disquera.

## Lista de canciones
- CD & Casete

| El amor de mi tierra |                        |          |  |
| N.º                  | Título                 | Duración |  |
| 1.                   | «El amor de mi tierra» |          |  |
| 2.                   | «Fruta fresca»         |          |  |
| 3.                   | «19 de noviembre»      |          |  |
| 4.                   | «Tu amor eterno»       |          |  |
| 5.                   | «La mona»              |          |  |
| 6.                   | «Volver al valle»      |          |  |
| 7.                   | «El canté»             |          |  |
| 8.                   | «La cartera»           |          |  |
| 9.                   | «Pitán-Pitán»          |          |  |
| 10.                  | «La receta»            |          |  |
| 11.                  | «La piragua»           |          |  |

## Charts

### Weekly charts
| Chart (2000)                      | Peak position |
| --------------------------------- | ------------- |
| Estados Unidos (Top Latin Albums) | 2             |
| Estados Unidos (Tropical Albums)  | 2             |

### Year-end charts
| Chart (2000)   | Peak position |
| -------------- | ------------- |
| España (AFYVE) | 24            |